# Colle d'Anchise
Colle d'Anchise é uma comuna italiana da região do Molise, província de Campobasso, com cerca de 818 habitantes. Estende-se por uma área de 15 km², tendo uma densidade populacional de 55 hab/km². Faz fronteira com Baranello, Bojano, Campochiaro, San Polo Matese, Spinete, Vinchiaturo.

## Demografia
| Variação demográfica do município entre 1861 e 2011                               |
|                                                                                   |
| Fonte: Istituto Nazionale di Statistica (ISTAT) - Elaboração gráfica da Wikipedia |